# Drosophila mediana
Drosophila mediana är en tvåvingeart som beskrevs av Elmo Hardy 1965. Drosophila mediana ingår i släktet Drosophila och familjen daggflugor.
Artens utbredningsområde är Hawaii.